# Гвоздь, Виктор Иванович
Виктор Иванович Гвоздь (укр. Віктор Іванович Гвоздь; 24 мая 1959 года, Тернопольская область — 28 мая 2021 года, Дахаб, Египет) — советский и украинский деятель силовых и разведывательных структур, военнослужащий и дипломат, председатель Службы внешней разведки Украины (27 февраля 2014 — 29 апреля 2016), генерал-лейтенант запаса.

## Образование
В 1981 году окончил Киевское высшее общевойсковое училище имени М. В. Фрунзе по специальности «тактическая разведка»; в 1997 году — юридический факультет Львовского государственного университета имени И. Франко; в 2005 году — магистратуру Киевского университета экономики и права, магистр права; в 2009 году — Военно-дипломатическую академию, магистр военного управления. Позже окончил Школу государственного управления им. Кеннеди Гарвардского университета, Бостон, США.
Доктор военных наук.
Владел английским, хорватским, сербским и китайским языками.

## Карьера
Кадровый войсковой разведчик. Служил с 1987 года на различных командных и штабных должностях в ВС Союза ССР и Украины. В 1993—1995 годах принимал участие в миротворческих операциях ООН на территории бывшей Югославии.
В период с 1996 года по 1999 год — атташе по обороне при посольстве Украины в Хорватии, Боснии и Герцеговине.
С 1999 года по 2000 год — заместитель начальника военно-дипломатического управления Министерства обороны Украины.
В 2000—2003 годах представитель Министерства обороны Украины в Постоянном представительстве Украины при ООН в Нью-Йорке, член делегации Украины в Совете Безопасности ООН. В 2003—2005 годах служил в СБУ, СВР.
В 2005—2008 годах — заведующий отделом программ военно-технического сотрудничества Главной службы безопасности и оборонной политики в Секретариате Президента.
С 17 января 2008 года по 17 августа 2010 года — начальник Главного управления разведки Министерства обороны Украины.
Связан с ВО «Свобода». До назначения уполномоченным по контролю за деятельностью Службы внешней разведки Украины (24 февраля 2014 года) являлся министром иностранных дел Правительства национальной альтернативы ВО «Свобода».
В 2012—2014 годах был президентом независимого аналитического центра геополитических исследований «Борисфен Интел».
С 27 февраля 2014 года председатель Службы внешней разведки Украины. С февраля 2014 года член Совета национальной безопасности и обороны Украины. Уволен с должности президентом Украины Петром Порошенко 29 апреля 2016 года.
28 мая 2021 года скончался во время дайвинга вблизи египетского города Дахаб.

## Личная жизнь
Был женат. Имел двоих детей. Увлекался теннисом, фотографией, дайвингом.

## Награды
- Орденом «За заслуги» III степени
- Заслуженный юрист Украины.
- Награды ВС СССР, Украины и иностранных государств.